# Aguaytía
A cidade peruana de Aguaytía é a capital da Província de Padre Abad, situada no Departamento de Ucayali, pertencente a Região de Ucayali, Peru.